# Circle 7 logo

Circle 7 logo.

Circle 7 logo é um logotipo criado pela rede de televisão americana ABC na década de 1960. Consiste num número sete (7) inscrito num círculo.
É e já foi usado por várias emissoras de televisão que operam no canal 7, tanto afiliadas à ABC, como de outras redes ou países. No Brasil, já foi usado no logotipo da TV Record de São Paulo, canal 7 VHF, na década de 1970.

## Lista de emissoras que usam o circle 7 logo

### Afiliadas à ABC no canal 7
Todas as emissoras da ABC transmitidas pelo canal 7 usam o circle 7 logo.
- WABC-TV
- KABC-TV
- WLS-TV
- KGO-TV
- WXYZ-TV
- WJLA
- WVII-TV
- WWSB
- WZVN-TV (canal 26 UHF, porém transmitida pelo canal 7 de TV a cabo)
- KOAT
- WKBW-TV
- WBBJ
- KMGH
- KVIA-TV
- KVII
- KATV
- KLTV
- KETV
- KSWO-TV
- KRCR-TV
- KTGM  (canal 14 UHF, porém transmitida pelo canal 7 de TV a cabo)

### Emissoras americanas não afiliadas à ABC
- KTVB (NBC)
- WSVN (FOX)
- WHDH (NBC)
- WHIO-TV (CBS)
- WSAW-TV (CBS)
- KIRO-TV (CBS)
- KWWL (NBC)
- WJHG (NBC)
- WWNY-TV (CBS)
- KOAM-TV (CBS)
- KPLC-TV (NBC)
- WDAM-TV (NBC)

### Emissoras fora dos Estados Unidos da América
- NTV7 (Malásia)

### Antigos usuários do logotipo
- ATN-7 (Seven Network) (Austrália)
- GMA-7 (Filipinas)
- TV Record (São Paulo, Brasil)
- WTVW (antiga emissora da ABC, que passou a ser afiliada à Fox)